# Cis discoidalis
Cis discoidalis es una especie de coleóptero de la familia Ciidae.

## Distribución geográfica
Habita en el oeste de África, Camerún.